# Александра Хіменес
Алехандра Хіменес (ісп. Alexandra Jiménez Arrechea; 4 січня 1980, Сарагоса, Іспанія) — іспанська акторка та сценаристка.

## Із життєпису
Навчалася в Сарагоській студії танців. Через травму була змушена припинити кар'єру професійної балерини. Акторській майстерності навчалася в університетській школі мистецтв у Мадриді.

## Вибіркова фільмографія
- Дуже іспанське кіно (2009).
- Відьми з Сугаррамурді (2013).
- Різдвяна ніч у Барселоні (2015).
- 100 метрів (2016).
- Про що говорять незнайомці (2023)[3].